# Liste weiterer Commedia-dell’arte-Figuren
Zusätzlich zu den berühmtesten Figuren der Commedia dell’Arte (Zanni, Arlecchino, Brighella, Coviello, Pierrot, Pulcinella, Scaramouche, Il Dottore, Pantalone, Il Capitano, Colombina, Pagliaccio) gab es eine Vielfalt an Charakteren. Diese Liste beinhaltet einen Ausschnitt davon.

## Die Liebenden
Die Liebenden sind Figuren, die die Handlung vorantreiben und meistens ernst sind.
Amarilli
Einsame Frau eines Hirten
Arsenio
Ein wohlhabender, junger Mann
Bianchetta
Pulcinellas und Coviellos Objekt der Begierde
Celia
Die Geliebte von Il Capitano und Il Dottore
Cinthio
Herr von Arlecchino
Cinzio
weibliche Liebende
Clori
Tochter von Gratiano
Emilia
Eine Hirtin, Tochter eines Königs
Fedelindo
Sohn von Tartaglia
Filesia
eine junge, spanische Frau
Filli
Tochter von Pantalone
Flaminia
Tochter des Doktors oder von Pantalone. Die hauptsächliche „love interest“. Eine schöne Frau mit Sprachtalent.
Flavio
Oft der Sohn des Doktors
Isabella
Tugendhafte, schöne Frau mit unabhängigem Willen. Hoch kultiviert. Trug beeindruckende Seidenkleider, oft im alten Stil der Renaissance mit Gold- und Perlenketten
Leandro
Eine junge Frau. Fokus des zweiten Handlungsstrangs
Lelio
Junger Mann
Lidia
Tochter von Gratiano
Mario
Männliche Rolle, Teil des zweiten Handlungsstrangs
Oratio
Männlicher Liebender
Oratia
Weibliche Liebende
Ottavio
Männlicher Liebender
Sireno
Sohn von Pantalone
Turchetta
Eine Sklavin

## Die Zanni
Die Zanni sind verschiedene Figuren des humoristischen Dieners, die fast immer mit Maske erscheinen, oder sonst stark geschminkt sind.
Bertolino
Ein Freund von Coviello
Brandino
Ein Zanni
Burattino
Ein Dummkopf mit flacher Nase, immer auf der Suche nach Essen
Cola
Ein Zanni oder ein alter Herr. Eine lächerliche akrobatische Figur aus Neapel
Fichetto
Ein pedantischer doch tollpatschiger und unruhiger Diener
Latanzio
Freund von Coviello
Mezzetino
Eleganter Valet, der sowohl weise als auch törichte Wesenszüge hat. Ein sensibler, junger Mann. Trug ein rotgestreiftes Kostüm. Keine Maske
Pascale
Römischer Valet.
Pedrolino
Im Allgemeinen ein liebenswerter simpler Charakter, der manchmal den Kapitän imitiert. Wenn er energiegeladen gespielt wird, tut er so als wäre er stumm. Keine Maske.
Peppe-Nappa
Ein sizilianischer Valet, der sich wie ein blauer Pierrot kleidet. Er wird mit flinken, flexiblen Bewegungen gespielt
Scapino
Ein Intrigant, ähnlich wie Brighella. Sehr musikalisch. Kleidet sich ausschweifend, mit grünen und weißen Streifen. Trägt eine Maske mit Hakennase.
Trappola
Der Valet des  Kapitäns
Trivelino
Ein Rivale oder Compagnon von Arlecchino. Kleidet sich wie Arlecchino
Zannilet
Zannis neugeborenes Kind.

## Die Herren
Die alten Männer ("Vecchi"), oder Meister, waren wichtig für die Handlung und besaßen meist seltsame Eigenschaften.
Cassandro
Ein Freund von Pantalone, aus Florenz
Gratiano
Häufig der Spitzname des Doktors
Pandolfo
Variante des Pantalone
Pasquariello
Herr oder Diener. Wenn er als Intrigant auftritt, trägt er ein Schwert. Maske mit langer Nase.
Ruffiana
Alte Frau. Eine Schwätzerin oder eine Vermittlerin, die eine Maske trägt.
Silvio
Alter Mann
Tartaglia
Herr oder Diener. Ein lächerlicher alter Mann aus Neapel. Stottert. Trägt eine dicke Brille und einen schwarzen Hut.
Ubaldo
Alter Mann

## Weitere Diener
Im Gegensatz zu den Zanni sind die Diener meistens ernsthafte Figuren ohne Maske.
Flavia
Dienerin oder Liebende. Frau von Zanni oder das Dienstmädchen von Pantalone
Franceschina
Lebhafte Landpomeranze mit einer Neigung zu komischen oder grotesken Liebessituationen. Wird manchmal von einem Mann gespielt.
Gabba
Valet des Geizhalses Roberto
Rosetta
Ein Dienstmädchen oder die Frau von Pulcinella. Trägt ein geflicktes Kleid wie Arlecchino.
Tristitia
Ein Assistent des Geizhalses Roberto.